# Vilho Niittymaa
Vilho Aleksander Niittymaa (Yläne, 19 agosto 1896 – Helsinki, 29 giugno 1979) è stato un discobolo, martellista e pesista finlandese.

## Palmarès

### Olimpiadi
- Argento a Parigi 1924 nel lancio del disco.